# Suzuki V-Strom 800
Die Suzuki V-Strom 800 ist ein Motorrad vom Typ Reiseenduro des japanischen Herstellers Suzuki, das 2022 auf der EICMA vorgestellt wurde. Es beinhaltet die geländegängigere Version V-Strom 800 DE (Dual Explorer).
Innerhalb der bisherigen V-Strom-Modelle ist dieses Modell zwischen der 650 (mit 645 cm³ Hubraum) und der 1050 (mit 1037 cm³ Hubraum) angesiedelt.

## Technik
Der Rahmen besteht aus Stahlrohr und Stahlprofilen. Er hat eine Upside-down-Teleskopgabel. Der Lenkkopfwinkel beträgt 62 Grad. Hinten hat der Rahmen eine zweiarmige Aluminium-Hinterradschwinge mit Zentralfederbein. Die Größe des Hinterrads beträgt 17 Zoll. Das Vorderrad ist 19 Zoll groß, beim Modell 800 DE 21 Zoll. Die Maschine hat ein ABS mit Geländemodus. Die Federwege betragen 150 mm beziehungsweise 220 mm bei der 800 DE.

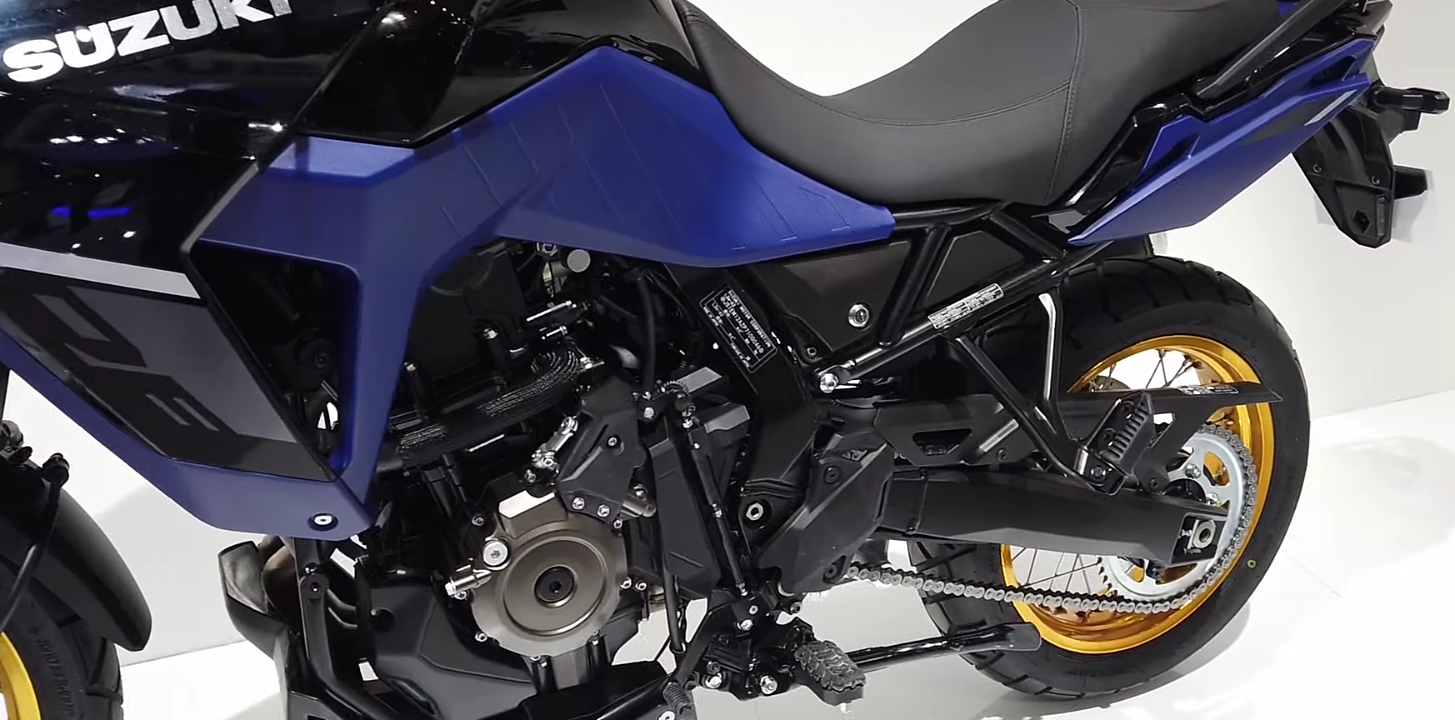
Blick auf den Antrieb

Anders als die bisherigen V-Strom-Modelle und anders, als der Name vermuten lässt, hat die V-Strom 800 einen Zweizylinder-Reihenmotor mit vier Ventilen pro Zylinder, zwei obenliegenden Nockenwellen und zwei Ausgleichswellen (Cross Balancer). Die Bohrung beträgt 84 Millimeter und der Hub 70 Millimeter. Die Hubzapfen sind um 270 Grad versetzt. Der Motor ist wassergekühlt und hat eine elektronische Drosselklappen-Steuerung („Ride by wire“). Die V-Strom 800 hat ein 6-Gang-Getriebe mit sogenanntem „Quickshifter“, der Gangwechsel ohne manuelle Kupplungsbetätigung erlaubt. Der Antrieb wird elektronisch mit einer vierstufigen Schlupfregelung (bei der 800 DE mit Modus für Schotter [G, Gravel] für begrenzten Schlupf), Startautomatik und Drehzahlanhebung beim Anfahren (Low RPM Assist) unterstützt. Es gibt drei Fahrmodi. Der Verbrauch im WMTC-Zyklus beträgt 4,4 L/100 km. Der Tank fasst 20 Liter.
Der Fahrer wird durch ein TFT-LCD-Farbdisplay informiert. Darüber hinaus gibt es am Cockpit eine USB-Steckdose.